# 현상판단의 역설
현상판단의 역설(Paradox of phenomenal judgement)이란 철학의 한 분과인 심리철학이라는 분야에서 의논되는 역설이다. 의식의 주관적·경험적 측면인 현상의식 또는 감각질에 관한 문제(의식의 난제)에 대하여 의논하는 문맥에서 등장하는 역설로, 주로 물적 일원론적인 입장에서 이원론적인 입장 전반을 비판하는 데에 사용된다.

## 개요
이것은 현상의식이나 감각질이라고 불리는 의식의 주관적 측면을, 물질의 세계에 대해서 물리상태에서 독립한 것으로 나누어 고려하면서(의식과 물질을 독립시킨 이원론적 입장을 취하면서), 물리적인 것이 물질의 세계에 대해서 인과적으로 닫혀 있다고 가정하면(물리계의 인과적 폐쇄성), 언어 따위로 물질의 세계에서 일어나고 있는 현상의식이나 감각질에 대한 신념, 판단, 보고에는 심적 세계의 현상의식이나 감각질이 인과적으로 전혀 관여하고 있지 않는다는 일이 된다는 의문이다. 이하 차머스 「의식적인 마음」(The Conscious Mind)에서 인용한다.
```
현상판단은 심리학의 영역으로, 원칙적으로 통상의 인지과학의 방법으로 환원에 의해 설명가능하지 않으면 안된다. 이를테면, 우리는 어째서 의식에 대하여 이러한 
주장
을 생각하게 할 수 있느냐는 것에 물리적 또는 기능적인 설명이 없으면 안되며, 어떻게 의식체험에 대하여 이러한 판단을 내리는지에 관해서도, 마찬가지의 설명이 없으면 안된다. 그렇다면, 의식에 대한 우리의 주장이나 판단은, 의식과는 일절의 관계도 없는 말을 써서 설명할 수 있게 된다.더 강하게 표현하면, 의식은 우리의 의식에 대한 주장이나 판단을 
설명하는 데 관여하지 않는다
. 이런 결과가 되는 것을 나는 
현상판단의 역설
이라고 부르는 것이다.
데이비드 차머스(著), 『의식적인 마음』 제5장 「현상판단의 역설」 p.226 (두꺼운 글자는 서적에서 방점)
```

감각질의 문제에 관한 물리주의적 입장에 관하여, 직감적으로 가장 의심스러움을 주는 논증이 철학적 좀비 또는 역전 스펙트럼이라는 상상가능성(conceivability)을 말미암는 것에 반해, 의식과 물질을 독립시킨 이원론 입장을 가장 의심스럽게 만드는 논증은 인과와 엮이는 이 현상판단의 역설 의론이다. 이 두 가지의 문제(좀비 및 역전 스펙트럼의 문제와, 현상판단에 관한 문제)는 일반적으로 서로 대립하는 관계에 있다고 이야기된다. 수반현상설이 갖는 큰 문제의 하나이다.

## 응답
이 역설에 대한 반응은 다양하다. 다음 대표적인 것을 꼽는다.

### 그러므로 감각질에 대하여 이원론을 취하는 것은 불가능하다
주로 물리주의라고 불리는 입장에서의 응답. 뇌와 물리적으로 상호작용하고 있지 않은 것에 대해서는, 애초에 이야기하는 일도 알아차리는 일도 불가능하다. 그렇기에 감각질의 존재론에 관하여 물질과 의식이 독립적으로 있는 이원론적 입장을 취하는 것은 근본적인 모순을 안고 있으며, 그러한 입장을 의미 있는 형태로 성립시키는 것은 불가능하다고 주장한다.

### 이 딜레마를 해결하는 것은 불가능하다, 즉 의식의 문제는 풀 수 없다
주로 신비주의라고 불리는 입장에서 응답.

### 자연의 기본적인 구조의 나타남이다
주로 자연주의적 이원론이라고 불리는 입장에서의 응답. 뇌는 의식과 상호작용하는 것을 통해 의식에 관하여 이야기하고 있는 것이 아니라, 인식(awareness)에는 현상의식이 따른다는 자연적인 구조가 이 우주에는 있다고 주장한다.(의식과 인지의 일관성)

### 물리영역은 인과적으로 닫혀 있지 않다
주로 상호작용 이원론과 불리는 입장에서의 응답이다. 물질의 세계가 심적인 세계에서 영향을 받아, 물리법칙과는 다른 움직임을 보인다는 「인과적 폐쇄성의 무너짐」을 주장한다. 퍠쇄성이 무너지는 예시로 양자역학의 확률과정을 꺼내는 경우가 많다.

### 심적 현상에는 대응하는 물리현상이 반드시 존재한다
수반현상설의 입장이다. 의식의 세계만에서 일어나는 변화는 존재하지 않으며, 그에 대응하는 물리적 변화가 반드시 존재한다고 주장한다. 인과적으로 닫힌 물리영역에서의 반응으로부터, 심적 세계에서의 현상이 생기는 것이므로, 심적 세계를 인과적으로 경유하지 않고서도 심적 세계에서의 현상을 물질세계에 표현하는 것이 가능하다.

## 역사
「감각에 대하여 이야기하는 것」에 관하여서는 심리철학 이전에 언어철학이나 인식론 또는 과학철학 등의 영역에서 의논이 이루어져 왔다. 이를테면 중후기 비트겐슈타인이 「철학탐구」에서 사적 언어를 논하는 가운데서 이루어진 감각일지(日誌) 이야기가 유명하다.

## 참고 문헌
- David John Chalmers "The Conscious Mind" (1996) ISBN 9780195117899
- 나가이 히토시(著) 『なぜ意識は実在しないのか』(어째서 의식은 실재하지 않는 것인가) 이와나미 서점 2007년 ISBN 9784000281577
이 서적의 중간 즈음의 절(節) 「現象判断のパラドックスと神の存在証明」(현상판단의 역설과 신의 존재증명, pp.95-103)에서 대응하는 문제가 논해진다.

## 같이 보기
- 지시
- 인과
- 직시적 정의